# Pioneer Venus 1
Pioneer Venus Orbiter (também denominada como Pioneer Venus 1 ou Pioneer 12) foi uma sonda espacial orbitadora estadunidense, enviada ao planeta Vênus, como parte do Projeto Pioneer Venus, este fazendo parte do Programa Pioneer. Lançada em 20 de maio de 1978 a partir de um veículo lançador Atlas-Centaur, a sonda teve sua inserção orbital no planeta em 04 de dezembro do mesmo ano, orbitando o planeta através de uma órbita elíptica, e retornando dados até outubro de 1992, quando perdeu contato com a Terra, e reentrando na atmosfera do planeta.

## Equipamentos científicos
A Pioneer Venus Orbiter realizou 17 experimentos científicos com 15 instrumentos, eram estes:
- O Cloud Photo-Polarimeter (OCPP): um foto-polarímetro, para medir a distribuição vertical das nuvens, semelhante ao foto-polarímetro de imagem (IPP) das sondas Pioneer 10 e Pioneer 11.
- O Surface Radar Mapper (ORAD): um radar mapeador de superfície (radioaltímetro), para determinar topografia e características da superfície de Vênus. As observações só podiam ser realizadas quando a sonda estava mais próxima que 4,700 km de altitude sobre o planeta. Um sinal de banda S de 20 watts (1,757 GHz) era enviado para a superfície que o refletia, com a sonda analisando o eco. A resolução no perigeu era de 23 x 7 km. Esse radar permitiu a construção do primeiro mapa topográfico global da superfície venusiana.
- O Infrared Radiometer (OIR): um radiômetro infravermelho, para medir as emissões de radiação infravermelha da atmosfera de Vênus.
- O Airglow Ultraviolet Spectrometer (OUVS): um espectrômetro, para medir a radiação ultravioleta dispersa e emitida.
- O Neutral Mass Spectrometer (ONMS): um espectrômetro de massa, para determinar a composição da atmosfera superior.
- O Solar Windplasma Analyzer (OPA): um analisador de plasma, para medir as propriedades dos ventos solares.
- O Magnetometer (OMAG): um magnetrômetro, para analisar o campo magnético de Vênus.
- O Electric Field Detector (OEFD): um detector de campo elétrico, para estudar os ventos solares e suas interações.
- O Electron Temperature (OETP): um termômetro, para estudar as propriedades térmicas da ionosfera de Vênus.
- O Ion Mass Spectrometer (OIMS): um espectrômetro de massa, para estudar os íons ionosféricos.
- O Charged Particle Retarding Potential Analyzer (ORPA): um analisador potencial retardatário de partículas carregadas, para estudar as partículas ionosféricas.
- Dois experimentos rádio-científicos para determinar a gravidade do campo gravitacional de Vênus.
- Um experimento de ocultação de rádio para estudar a atmosfera.
- Um experimento rádio-científico para estudar a turbulência da atmosfera e dos ventos solares.
- O Gamma Ray Burst Detector (OGBD): um detector para gravar eventos de rajadas de raios gama.

## Especificações
A sonda foi fabricada pela Hughes Aircraft Company, sendo construída sobre a plataforma de satélite HS-507, fabricada pela mesma companhia. A sonda possuía um formato cilíndrico, de 2,5 metros de diâmetro e 1,2 metros de altura.
Todos os seus instrumentos científicos e seus subsistemas eletrônicos foram montados na extremidade de cima do cilindro, exceto o magnetômetro, que foi montado no final de uma haste de 4,7 metros de largura.
Painéis solares fotovoltaicos foram dispostos ao redor da circunferência do cilindro. Uma antena de alto ganho montada ao topo de uma haste de 1,09 metros, e fornecia comunicação nas bandas X e S com a Terra.
Um propulsor de foguete a combustível sólido modelo Star-24 fornecia o impulso adequado para a sonda entrar em órbita ao entorno de Vênus.
A sonda possuía uma massa total de 517 kg, sendo que deste total, 45 kg era de instrumentos científicos.

## Lançamento, inserção orbital e missão
A Pioneer Venus Orbiter foi lançada em 20 de maio de 1978 a partir de um veículo lançador Atlas-Centaur lançado a partir da plataforma LC-36, na Estação da Força Aérea de Cabo Canaveral, no estado da Flórida, Estados Unidos.
Após uma viagem de 6 meses e 2 semanas, a sonda finalmente alcançou Vênus em 04 de dezembro de 1978, disparando seus propulsores e entrando em uma órbita elíptica ao redor do planeta.
Desde sua inserção orbital até julho de 1980, o perigeu foi estabilizado entre 142 e 253 km (a 17 graus de latitude norte) para facilitar as medições de radar e pesquisas ionosféricas. A sonda tinha um período orbital de 24 horas, com um apogeu de 66,900 km. Posteriormente, o perigeu foi elevado a uma altitude máxima de 2 290 km para que depois diminuísse, para conservar o propelente da sonda.
Em 1991, o mapeador de radar foi reativado para pesquisar a parte sul do planeta, anteriormente inacessíveis, em conjunto com a recente sonda Magellan.
Para construir e operar a sonda anualmente, foram gastos US$ 125 milhões.

## Observações do Cometa de Halley
Em sua órbita em Vênus, a Pioneer Venus Orbiter foi capaz de observar o cometa Halley quando este era inobservável da Terra, devido à sua proximidade com o Sol, em fevereiro de 1986. Observações do espectrômetro de raios ultravioletas monitoraram a perda de água do núcleo do cometa no periélio em 09 de fevereiro de 1986.

## Fim de missão
Em maio de 1992, a sonda começou a fase final de sua missão, na qual o perigeu foi estabilizado entre 150 e 250 km, até que o propelente da sonda esgotou, com a órbita decaindo naturalmente.
A sonda continuou a retornar dados até 08 de outubro de 1992, com os últimos sinais sendo recebidos às 19:22 UTC. A Pioneer Venus Orbiter desintegrou-se ao entrar na atmosfera de Vênus em 22 de outubro de 1992, após longos 14 anos, 4 meses e 18 dias de missão.

## Galeria de imagens

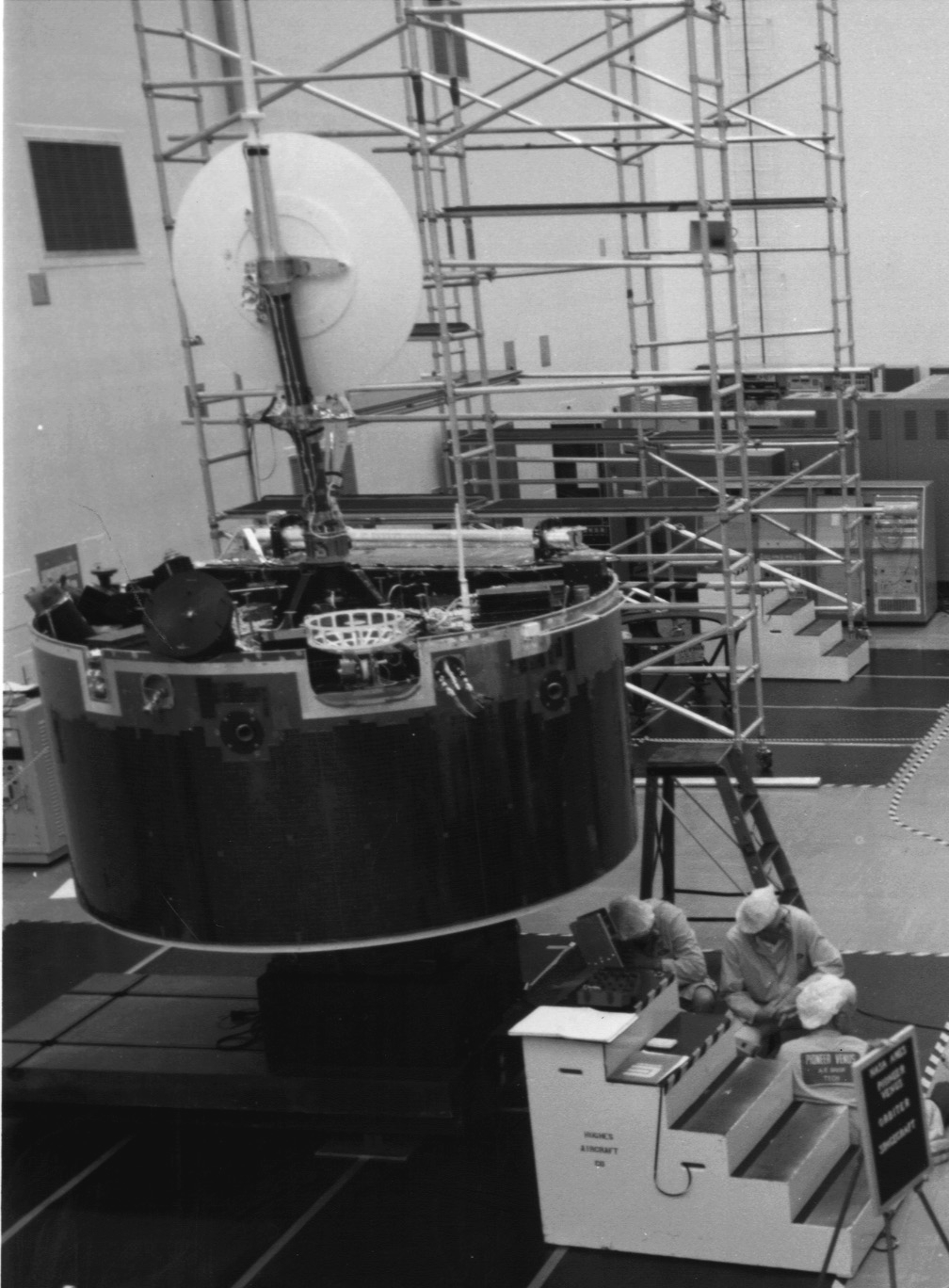
A sonda em fases finais de construção, no KSC, em 14 de abril de 1978.
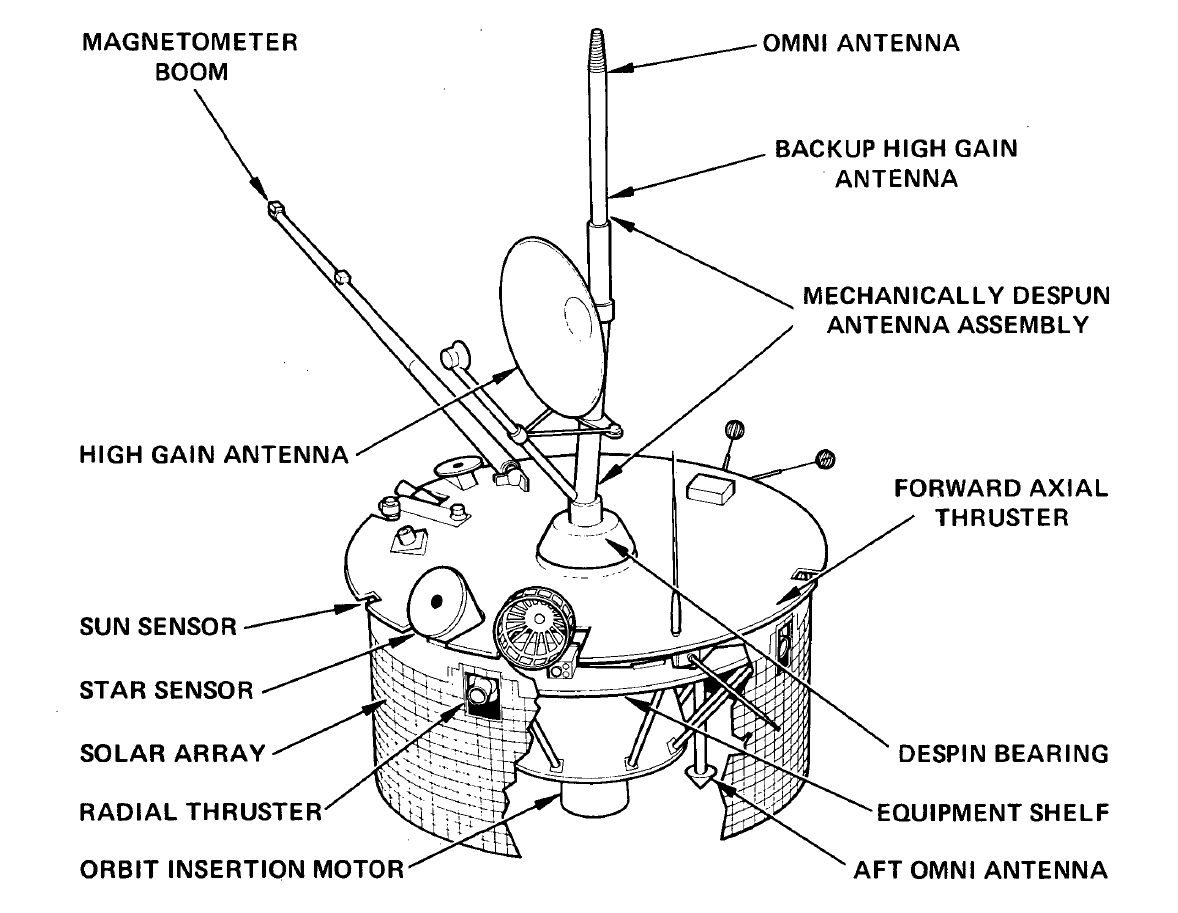
Diagrama da Pioneer Venus Orbiter.
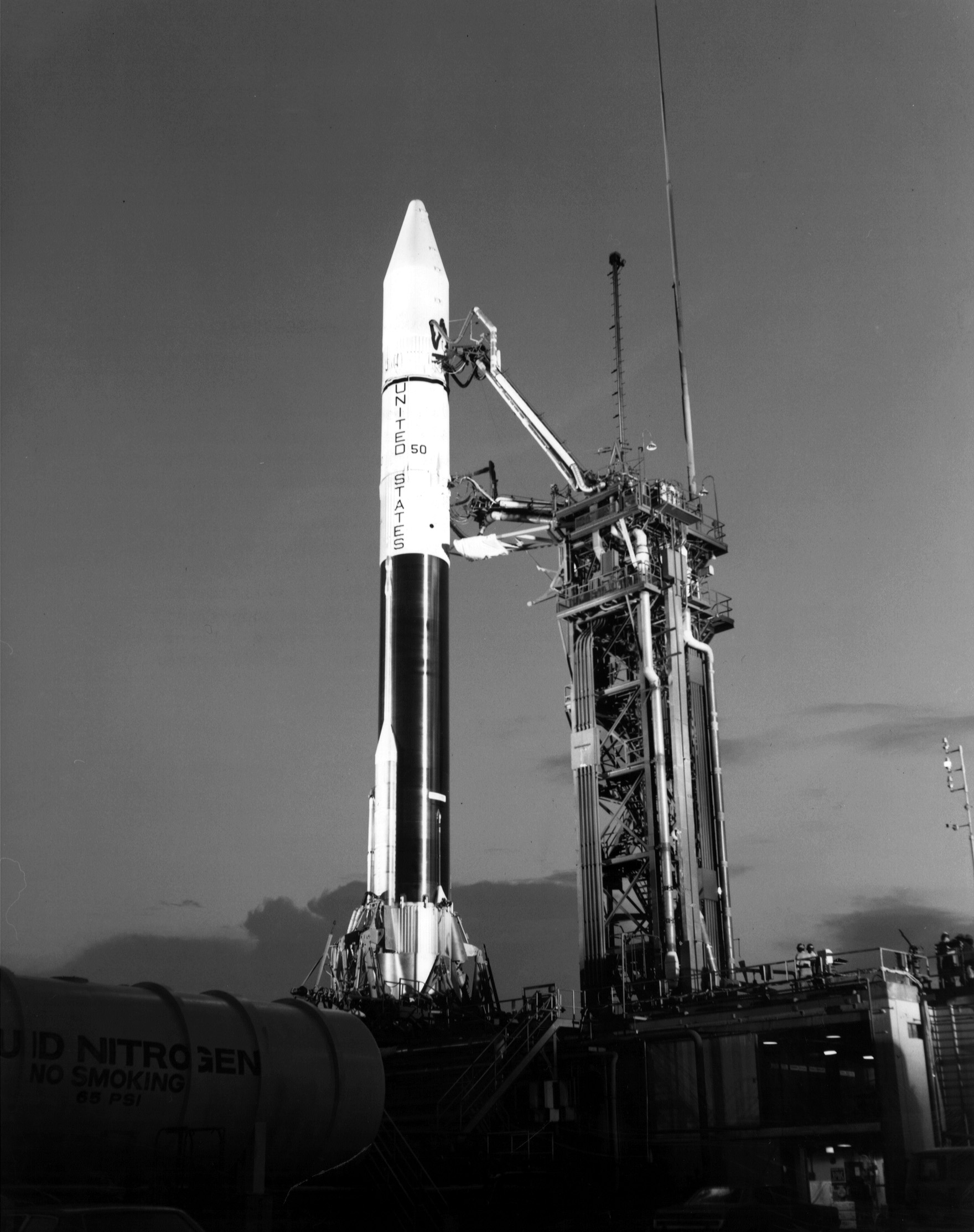
O lançador Atlas-Centaur, já com a sonda pronta para o lançamento.
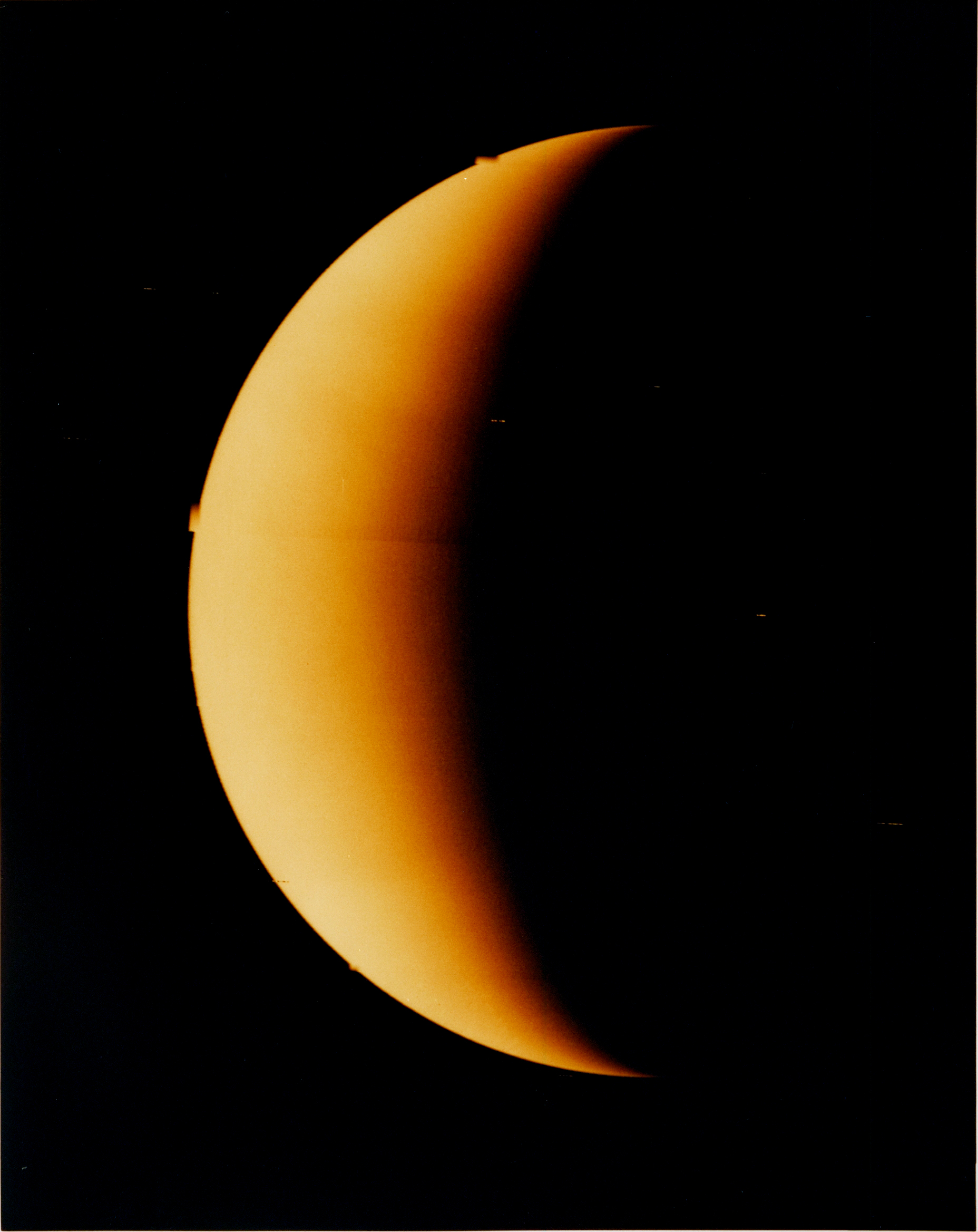
Vênus crescente. Imagem fotografada pela Pioneer Venus Orbiter.
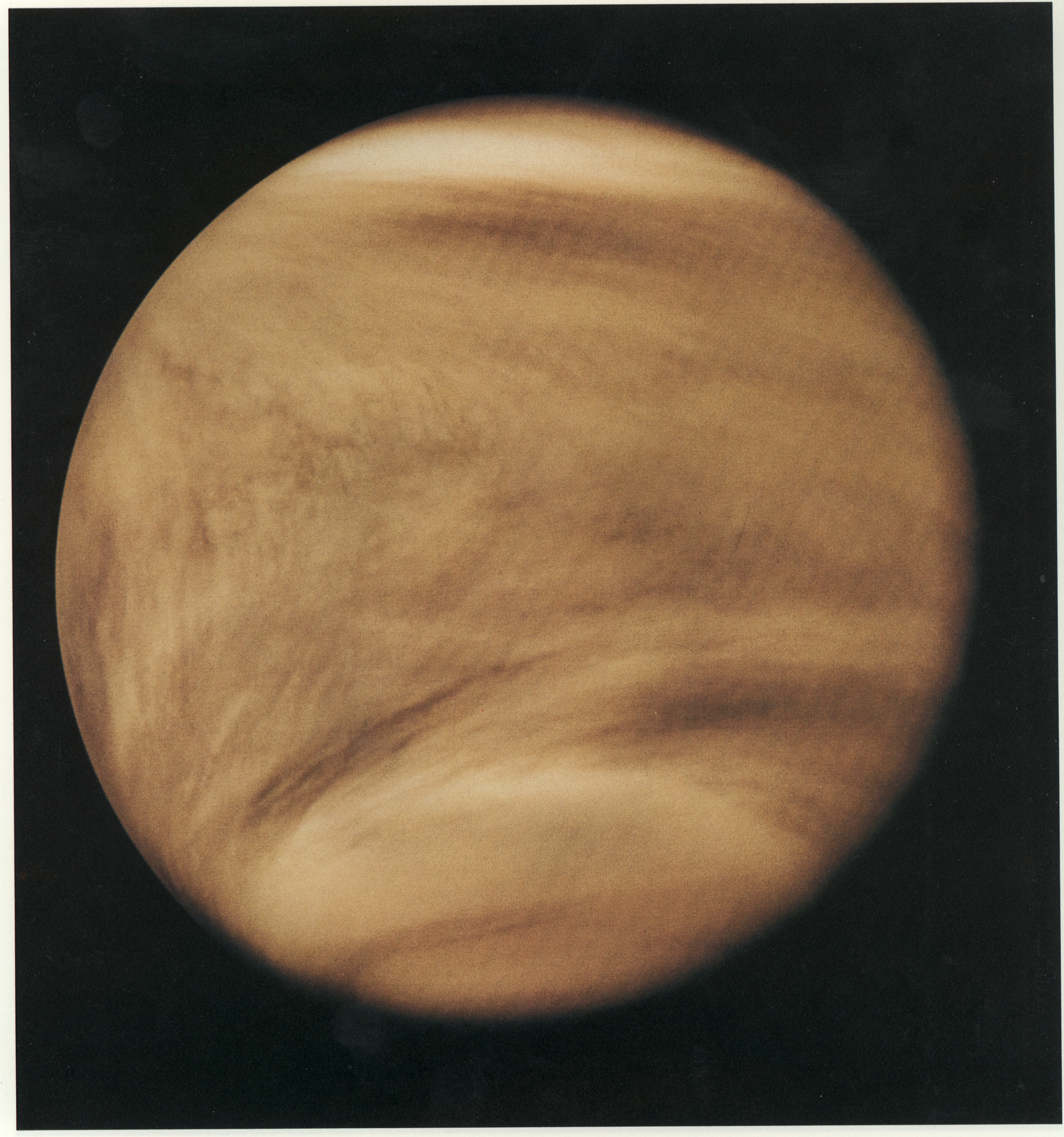
Vênus e suas nuvens, obtido através de raios ultravioleta. Imagem fotografada pela Pioneer Venus Orbiter.
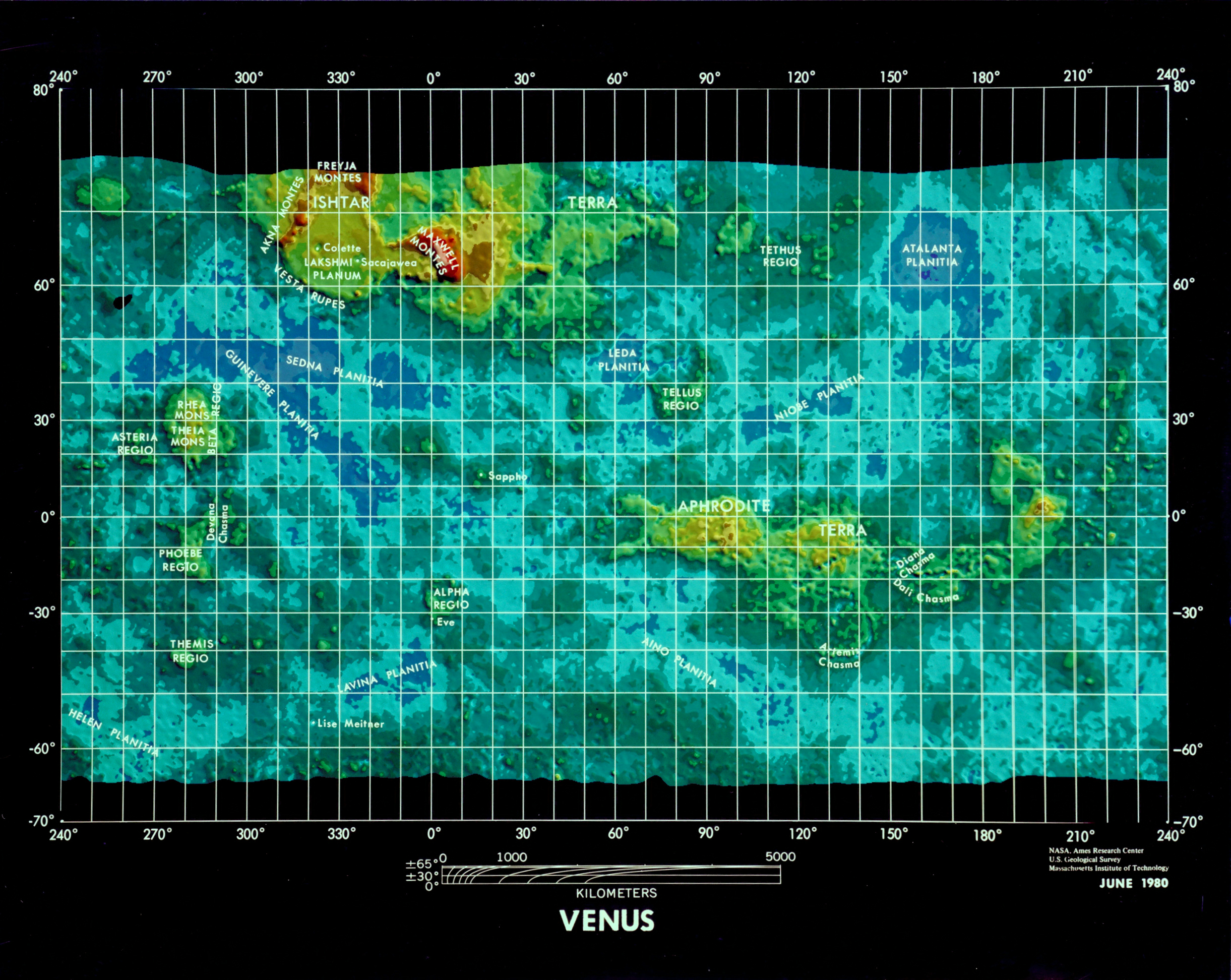
Um mapa de uma região de Vênus, produzido a partir de dados coletados através da Pioneer Venus Orbiter.
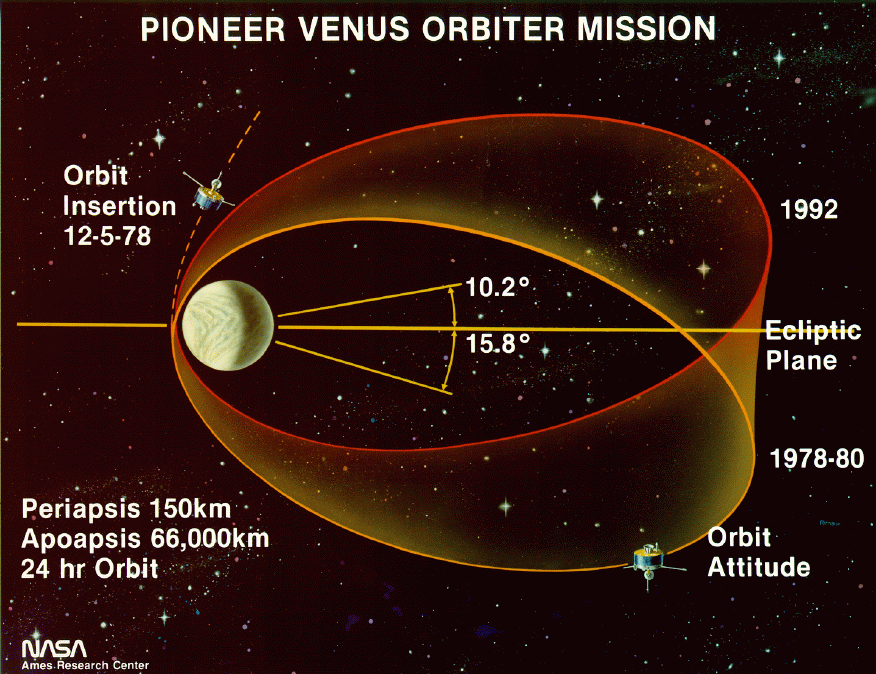
Altitudes orbitais da Pioneer Venus Orbiter, entre 1978 até 1980, e 1992.